# Jacob Krarup
Jakob Oliver Krarup (født 16. september 1982) er en dansk skuespiller og filmproducer.
Jacob Oliver Krarup fik en tidlig filmdebut med hovedrollen i filmen Anton, hvor han spillede den 10-årige Anton, der ihærdigt arbejder på at bygge en propelflyver så han kan flyve op i himlen til sin far. Året efter medvirkede han i tv-filmen Den tilfældige morder og i 2003 valgtes han igen til en hovedrolle i 2 ryk og en aflevering.
Jakob blev senere uddannet som producer fra den alternative filmuddannelse Super16.

## Filmografi
- Anton (1995)
- 2 ryk og en aflevering (2003)